# Aleksandra Krunić
Aleksandra Krunić (in serbo Александра Крунић?; Mosca, 15 marzo 1993) è una tennista serba.
In singolare ha raggiunto la posizione n°39 del ranking il 18 giugno 2018; mentre nel doppio la posizione n° 35 il 30 settembre 2019. In carriera ha vinto cinque tornei WTA: uno in singolare e quattro nel doppio. Nei Grand Slam vanta un quarto turno raggiunto nell'US Open 2014.
Nel doppio ha raggiunto insieme ad Anna Danilina la finale del Roland Garros 2025

## Carriera
Nata da genitori serbi emigrati in Russia dove tuttora risiede, ha una sorella di nome Anastasia.
Vanta quindici titoli ITF, di cui nove nel singolare e sei nel doppio. Il 25 aprile 2009 debuttò in Fed Cup in un match contro la Spagna, precisamente nel doppio insieme ad Ana Jovanović contro Lourdes Domínguez Lino e Nuria Llagostera Vives, incontro non completato. Per quanto riguarda la sua carriera giovanile vanta una finale all'Australian Open 2009 nel doppio disputato insieme alla polacca Sandra Zaniewska.
Il suo debutto nel WTA Tour avvenne al Slovenia Open WTA 2010, nel torneo di doppio insieme alla connazionale e allora nº 2 del mondo Jelena Janković, perdendo alle semifinali.
In singolare entra per la prima volta tra le Top 100 nel 2015; mentre in doppio nel 2013.

### 2016
Inizia l'anno alla 96ª posizione del ranking. Decide di partecipare al torneo di Shenzhen Open dove viene eliminata al primo turno dalla testa di serie n° 1, Agnieszka Radwańska, per 4-6 3–6. Nel doppio ha più fortuna: in coppia con Çağla Büyükakçay sono teste di serie n° 4 e guadagnano così il bye bye. Al secondo turno sfruttano il ritiro da parte della coppia Linette/Kailin; al quarto turno superano la coppia cinese Chen/Shuai per 10-0 nel set decisivo. Vengono poi eliminate in semifinale da un'altra coppia cinese Saisai/Yifan, teste di serie n° 1, per 6–7, 3–6. Si presenta al primo Grand Slam della stagione, l'Australian Open, dove viene eliminata con facilità da Eugenie Bouchard per 3–6, 4–6. A Miami non riesce a superare le qualificazioni. Al Volvo Car Open tenutosi a Charleston, superate le qualificazioni, viene sconfitta dalla 10ª testa di serie, Samantha Stosur, con un doppio 4–6. Prende parte all'Istanbul Cup dove viene nettamente sconfitta con un doppio 0–6 da Anastasija Sevastova. Al Morocco Tennis Tour, Rabat Open, superate le qualificazioni, si rifà su Anastasija Sevastova superandola per 6–3, 6–2; sconfigge la 2º testa di serie, Ekaterina Makarova, per 6–2, 6–2; per poi perdere contro Marina Eraković per 4–6 4–6. In doppio fa meglio riuscendo a vincere il trofeo insieme a Xenia Knoll.
Si presenta alle qualificazioni del Roland Garros, ma non riesce a superarle venendo eliminata al primo turno. In doppio raggiunge il terzo turno insieme a Mirjana Lučić-Baroni dove perdono contro la coppia cinese Saisai/Yifan per 5–7, 5–7. Superate le qualificazioni del s-Hertogenbosch Open, sconfigge al primo turno Mirjana Lučić-Baroni per 7–6, 6–1, per poi perdere contro Elise Mertens per 4–6, 6–7. In doppio si spinge fino alla finale, nella quale, in coppia con Xenia Knoll, viene sconfitta netta per 1–6, 1–6 dalle teste di serie n° 1, Švedova/Kalašnikova. Nel torneo di Birmingham non riesce a superare le qualificazioni venendo sconfitta all'ultimo atto. In doppio, insieme a Alicja Rosolska, viene sconfitta al primo turno per 6–7, 6–7 dalla coppia Kudrjavceva/King.
A Wimbledon è costretta a giocare le qualificazioni. Dopo averle superate, viene sconfitta da Monica Niculescu per 1–6, 4–6. In doppio, insieme alla connazionale Jelena Janković, raggiunge il terzo turno dove vengono sconfitte con un doppio 4–6 dalla coppia Peschke/Grönefeld. A Bucarest viene eliminata dalla 2ª testa di serie, Sara Errani, per 3–6, 2–6. Prende parte allo Swedish Open dove dopo aver superate agevolmente le qualificazioni, viene eliminata al primo turno da Sara Sorribes Tormo per 2–6, 6–3, 2–6. In doppio, in coppia con Xenia Knoll, perde contro la coppia svedese Celik/Peterson per 8–10 nel set decisivo.
Partecipa alla Olimpiadi dove viene sconfitta al primo turno da Kristina Mladenovic per 1–6, 4–6. In doppio, in coppia con Jelena Janković, viene sconfitta al primo turno dalla coppia Watson/Konta per 2–6, 1–6.
Partecipa all'ultimo Grand Slam della stagione, l'US Open. Superate le qualificazioni, perde malamente al primo turno contro la giocatrice di casa Nicole Gibbs la quale le lascia solamente un game (1–6,, 0–6). In doppio non fa meglio: viene eliminata al primo turno, insieme a Andreea Mitu, dalla coppia Parra Santonja/Erakovićper 6–2, 2–6, 0–6. Al Japan Open dà forfait in singolare giocando solamente nel doppio. Fa coppia con Kateřina Siniaková spingendosi fino in semifinale dove vengono eliminate dalle giapponesi Ninomiya/Aoyama le quali le sconfiggono per 4–10 nel terzo set. Prende parte al WTA Tokyo dove viene eliminata al terzo turno di qualificazione. In doppio, insieme a Jessica Moore, viene eliminata nei quarti di finale dalle americane, teste di serie n° 3, Kops-Jones/Spears, per 2–6 6–7. Al Wuhan Open viene sconfitta nel primo turno di qualificazioni; mentre nel doppio, insieme a Kateřina Siniaková, arriva fino ai quarti di finale dove viene sconfitta dalle 5º teste di serie, Mattek-Sands/Šafářová, per 3–6, 4–6. Al China Open non supera nuovamente le qualificazioni. In doppio, insieme a Siniakova, perde al terzo turno contro le teste di serie n° 1, Garcia/Mladenovic, per 7–10 nel set decisivo. Partecipa all'Hong Kong Open dove, dopo aver superato le qualificazioni e Luksika Kumkhum al primo turno per 6–1, 6–0, perde contro la connazionale, nonché testa di serie n° 7, Jelena Janković, per 4–6, 3–6.
Termina l'anno alla 147ª posizione del ranking in singolare, mentre al 47º posto in doppio.

### 2017: primo titolo WTA
Si presenta al Brisbane International dove, dopo aver superato le qualificazioni senza particolari difficoltà, viene estromessa al primo turno da Ashleigh Barty con un doppio 2–6. In doppio, insieme ad Oksana Kalašnikova, viene eliminata al primo turno dalla coppia americana Rogers/Falconi per [8–10] nel terzo set. All'Australian Open non va oltre il secondo turno di qualificazioni. In doppio, sempre in coppia con la tennista georgiana, viene sconfitta nettamente dalla coppia Krajicek/Dabrowski per 4–6, 0–6. Non fa meglio nemmeno a Taiwan dove, superate le qualificazioni, viene sconfitta da Lucie Šafářová per 3–6, 4–6. In doppio è testa di serie n° 3, ma viene eliminata nel set decisivo, insieme a Kalasnikova, dalla coppia Peangtarn Plipuech/Lee Ya-hsuan. In Ungheria, all'Hungarian Ladies Open, viene eliminata nel primo turno di qualificazioni. In doppio, insieme alla connazionale Nina Stojanović, raggiunge la semifinale dove viene sconfitta dalla coppia Kalašnikova/Su-wei con un doppio 2–6. Decide di prendere parte al Malaysian Open dove non ha fortuna venendo sconfitta da Han Xinyun per 5–7, 1–6. In doppio, nuovamente in coppia con la connazionale Stojanovic, viene sconfitta al primo turno dalla coppia Melichar/Ninomiya per 1–6, 4–6. Si presenta a Miami dove non supera le qualificazioni; mentre in doppio, insieme a Xenia Knoll, viene eliminata nel set decisivo per [9–11] dalla coppia Aoyama/Zhaoxuan. Fa meglio a Charleston dove supera le qualificazioni, per poi venire eliminata dall'11º testa di serie, Mirjana Lučić-Baroni, per 1–6, 6–4, 3–6. In doppio, in coppia con Danka Kovinić, viene estromessa subito dalla coppia ceca Hradecká/Siniaková per 4–6, 5–7. Fa meglio nella Copa Colsanitas. Qui raggiunge i quarti di finale sconfiggendo Mariana Duque Mariño per 6–2, 6–4 e Sílvia Soler Espinosa per 6–0, 7–5; per poi venire sconfitta dalla 4ª testa di serie, Lara Arruabarrena Vecino, per 5–7, 7–5, 2–6. In doppio è testa di serie n° 1 insieme a Kateřina Siniaková. Ripete i quarti di finale del singolare venendo sconfitta dalla coppia Seguel/Pella per [7–10] nel terzo set. Nel Rabat Open supera le qualificazioni per poi perde per 2–6, 6–7 contro Jaroslava Švedova. In doppio, insieme a Dar'ja Gavrilova, raggiunge la semifinale, dove perde contro le teste di serie n° 1, Babos/Sestini Hlaváčková, per 6–7, 3–6.
Si presenta al Roland Garros senza riuscire a superare le qualificazioni. In doppio, insieme ad Ajla Tomljanović, raggiunge il secondo turno dove viene sconfitta dalle teste di serie n° 1, Šafářová/Mattek-Sands, per 7–6 4–6, 4–6. L'11 giugno vince il suo primo torneo WTA: il Bol Open. Qui sconfigge in ordine: Sara Sorribes Tormo per 7–5, 6–4, Vol'ha Havarcova per 6–0, 6–4, Ivana Jorović per 6–3, 6–1 e Beatriz Haddad Maia per 1–6, 6–2, 6–0. In finale usufruisce del ritiro durante il match da parte di Alexandra Cadanțu su un risultato di 6–3, 3–0 per la tennista serba.
A Wimbledon non riesce a ripetere il risultato ottenuto l'anno precedente ne in singolare ne in doppio. In singolare viene eliminata nelle qualificazioni all'ultimo atto, mentre in doppio, in coppia con Kateryna Bondarenko, viene eliminata al secondo turno dalla coppia Vondroušová/Bellis per 2–6, 4–6. Allo Swiss Open viene eliminata dalla 2ª testa di serie, Kiki Bertens, per 3–6, 1–6. In doppio non va meglio: insieme ad Irina Chromačëva viene eliminata per 5–7, 6–7 dalla coppia Najdenova/Lister. Prende parte all'Open di Svezia dopo aver superato Cornelia Lister per 6–1, 6–2 e Viktorija Tomova per 7–5, 6–4, perde per 4–6 nel terzo set contro Elise Mertens. In doppio, insieme a Knoll, si spinge fino alla semifinale dove viene sconfitta da Krejčíková/Irigoyen per 0–6, 6–1, [4–10]. A Cincinnati, superate le qualificazioni al terzo set, sconfigge la testa di serie n° 12, Jeļena Ostapenko, per 6–4, 6–2; per poi perdere contro Carla Suárez Navarro con un doppio 2–6. Non riesce ad andare oltre le qualificazioni nel Connecticut Open.
Nell'ultimo Grand Slam della stagione, l'US Open, sconfigge Johanna Konta, 7º testa di serie, per 4–6, 6–3, 6–4, e Ajla Tomljanović per 6–3, 6–2; perde poi contro la 30º testa di serie, Julia Görges, con un doppio 3–6. In doppio con Kirsten Flipkens, viene sconfitta da Su-wei/Niculescu, 12º teste di serie, per 2–6, 4–6. Si spinge fino ai quarti di finale nel Japan Open, dove supera Kimiko Date con un doppio 6–0 e Alison Riske, 7º testa di serie, per 6–3, 6–4. Nel turno successivo viene sconfitta da Miyu Katō per 1–6, 3–6. Anche in doppio, insieme a Bondarenko, raggiunge i quarti di finale dove viene sconfitta dalla coppia Soylu/Mertens per [5–10] nel terzo set. Il 23 settembre raggiunge la seconda finale di un torneo WTA, stavolta si tratta del Guangzhou Open. Supera senza grandi problemi: Lesja Curenko, testa di serie n° 4, per 6–3, 6–4; Mona Barthel per 6–4, 6–0; Rebecca Peterson per 6–1, 6–1 e Yanina Wickmayer per 6–3, 6–3. Perde contro la giocatrice di casa Zhang Shuai, nonché 2º testa di serie, con un punteggio di 2–6 6–3, 2–6. In doppio, in coppia con Aleksandra Panova, viene sconfitta dalla coppia nipponica Sawayanagi/Namigata per [7–10] nel terzo set. È testa di serie n° 6 nel Tashkent Open. Qui sconfigge Richèl Hogenkamp per 7–6, 6–0 e Jana Čepelová per 6–2, 1–6, 6–3. Perde nei quarti di finale contro Vera Zvonarëva per 4–6, 3–6. In doppio, in coppia con Bondarenko, è testa di serie n° 3. Usufruisce dal ritiro nei quarti di finale della coppia Kalinskaja/Rodina per venire poi sconfitta in semifinale dalla coppia testa di serie n° 2, Hibino/Kalašnikova, per [10–12] nel terzo set.
Chiude l'anno al 55º posto mondiale migliorando il ranking di ben 92 posizioni; mentre in doppio scende alla posizione n° 76.

### 2018:Top 50
Inizia la nuova stagione prendendo parte al Brisbane International. Qui supera Carina Witthöft per 7–5, 7–6(2) e la testa di serie n° 1, Garbiñe Muguruza, la quale è costretta al ritiro a causa dei crampi su un risultato di 5–7, 7–6(3), 1–2 in favore della tennista spagnola. Nei quarti di finale viene sconfitta dalla 7ª testa di serie, Anastasija Sevastova, per 2–6, 4–6. Grazie a questo risultato diventa la tennista n° 45 del mondo, migliorando così il suo best ranking. All'Australian Open viene sconfitta al primo turno da Anett Kontaveit, testa di serie n° 32, per 4–6, 5–7. In coppia con Kateryna Bondarenko supera agevolmente il primo turno sconfiggendo con un doppio 6–2 la coppia Vichljanceva/Rodionova. Perde nel secondo turno contro Stojanović/Golubic per 6(0)–7, 2–6.
Parte al Qatar Open dove viene sconfitta al primo turno da Barbora Strýcová con un doppio 4–6. Sempre in coppia con Bondarenko, supera Kičenok/Rodionova per 6–4, 1–6, [10–8] e Hao-ching/Zhaoxuan, 7º teste di serie, per 3–6, 6–4, [10–6]. Perde nei quarti di finale contro Dabrowski/Ostapenko per 3–6, 4–6. Nell'Hungarian Ladies Open è testa di serie n° 7. Supera Georgina García Pérez per 6–2, 6–4, per poi perdere a sorpresa nel secondo turno contro Johanna Larsson per 3–6, 1–6. In doppio, insieme a Xenia Knoll, supera Voráčová/Smith, teste di serie n° 2, per 6–4, 0–6, [10–4]; per poi perdere per 4–6, 3–6 contro Stollár/García Pérez.
Nei Mandatory non va oltre il primo turno: a Indian Wells viene sconfitta da Irina-Camelia Begu per 6–3, 4–6, 1–6; mentre a Miami viene superata da Maria Sakkarī per 5–7, 1–6. Per quanto riguarda il doppio in entrambi raggiunge il terzo turno: a Indian Wells, insieme a Bondarenko, viene sconfitta dalle 4º teste di serie, Mladenovic/Babos, per 1–6, 5–7; mentre a Miami, sempre in coppia con la tennista ucraina, viene sconfitta da Hao-ching/Chan, 2º teste di serie, per 3–6, 6–1, [7–10]. A Charleston supera con un doppio 6–2 Bethanie Mattek-Sands; per poi perde contro la futura campionessa, Kiki Bertens, nonché 12º testa di serie, per 4–6, 2–6. Insieme a Bondarenko arriva in semifinale dove si arrende alla coppia Kudrjavceva/Srebotnik, le quali le superano con un punteggio di 5–7, 2–6. Si presenta all'Istanbul Open dove, dopo aver superato al terzo set per 6–4 Ekaterina Makarova, perde contro Maria Sakkarī per 3–6, 1–6. In doppio, insieme a Bondarenko, è testa di serie n° 1. Dopo aver sconfitto con un doppio 6–3 la coppia Olmos/Krawczyk, si ritirano nel turno successivo senza scendere in campo.

## Curiosità
- Aleksandra Krunic è la tennista che ha giocato contro Kimiko Date nell'ultima partita in assoluto della longeva campionessa giapponese, disputata nel settembre 2017 al Wta di Tokyo. La tennista serba ha vinto il match con un doppio 6–0.
- Aleksandra Krunic ha affrontato agli Internazionali BNL d'Italia nel 2018 Roberta Vinci nella sua ultima partita. La serba ha vinto con un punteggio di 2–6, 6–0, 6–3.

## Statistiche WTA

### Singolare

#### Vittorie (1)
| Legenda               | Legenda      |
| --------------------- | ------------ |
| Grande Slam (0)       |              |
| Ori Olimpici (0)      |              |
| WTA Finals (0)        |              |
| WTA Elite Trophy (0)  |              |
| Dal 2009 al 2020      | Dal 2021     |
| Premier Mandatory (0) | WTA 1000 (0) |
| Premier 5 (0)         | WTA 1000 (0) |
| Premier (0)           | WTA 500 (0)  |
| International (1)     | WTA 250 (0)  |

| N. | Data           | Torneo                          | Superficie | Avversaria in finale | Punteggio        |
| 1. | 17 giugno 2018 | Rosmalen Open, 's-Hertogenbosch | Erba       | Kirsten Flipkens     | 6(0)–7, 7–5, 6–1 |

#### Sconfitte (2)
| Legenda               | Legenda      |
| --------------------- | ------------ |
| Grande Slam (0)       |              |
| Argenti Olimpici (0)  |              |
| WTA Finals (0)        |              |
| WTA Elite Trophy (0)  |              |
| Dal 2009 al 2020      | Dal 2021     |
| Premier Mandatory (0) | WTA 1000 (0) |
| Premier 5 (0)         | WTA 1000 (0) |
| Premier (0)           | WTA 500 (0)  |
| International (1)     | WTA 250 (1)  |

| N. | Data              | Torneo                         | Superficie  | Avversaria in finale | Punteggio     |
| 1. | 23 settembre 2017 | Guangzhou Open, Canton         | Cemento     | Zhang Shuai          | 2–6, 6–3, 2–6 |
| 2. | 17 luglio 2022    | Hungarian Grand Prix, Budapest | Terra rossa | Bernarda Pera        | 3–6, 3–6      |

### Doppio

#### Vittorie (7)
| Legenda               | Legenda      |
| --------------------- | ------------ |
| Grande Slam (0)       |              |
| Ori Olimpici (0)      |              |
| WTA Finals (0)        |              |
| WTA Elite Trophy (0)  |              |
| Dal 2009 al 2020      | Dal 2021     |
| Premier Mandatory (0) | WTA 1000 (0) |
| Premier 5 (0)         | WTA 1000 (0) |
| Premier (1)           | WTA 500 (1)  |
| International (3)     | WTA 250 (2)  |

| N. | Data              | Torneo                               | Superficie      | Compagna           | Avversarie in finale                  | Punteggio   |
| 1. | 13 settembre 2014 | Tashkent Open, Tashkent              | Cemento         | Kateřina Siniaková | Margarita Gasparjan Aleksandra Panova | 6–2, 6–1    |
| 2. | 29 aprile 2016    | Marocco Open, Rabat                  | Terra rossa     | Xenia Knoll        | Tatjana Maria Raluca Olaru            | 6–3, 6–0    |
| 3. | 12 gennaio 2019   | Sydney International, Sydney         | Cemento         | Kateřina Siniaková | Eri Hozumi Alicja Rosolska            | 6–1, 7–6(3) |
| 4. | 16 giugno 2019    | Rosmalen Open, 's-Hertogenbosch      | Erba            | Shūko Aoyama       | Lesley Kerkhove Bibiane Schoofs       | 7–5, 6–3    |
| 5. | 21 maggio 2021    | Serbia Open, Belgrado                | Terra rossa     | Nina Stojanović    | Greet Minnen Alison Van Uytvanck      | 6–0, 6–2    |
| 6. | 25 giugno 2022    | Eastbourne International, Eastbourne | Erba            | Magda Linette      | Ljudmyla Kičenok Jeļena Ostapenko     | w/o         |
| 7. | 20 aprile 2025    | Open de Rouen, Rouen                 | Terra rossa (i) | Sabrina Santamaria | Irina Chromačëva Linda Nosková        | 6–0, 6–4    |

#### Sconfitte (7)
| Legenda               | Legenda      |
| --------------------- | ------------ |
| Grande Slam (1)       |              |
| Argenti Olimpici (0)  |              |
| WTA Finals (0)        |              |
| WTA Elite Trophy (0)  |              |
| Dal 2009 al 2020      | Dal 2021     |
| Premier Mandatory (0) | WTA 1000 (0) |
| Premier 5 (0)         | WTA 1000 (0) |
| Premier (0)           | WTA 500 (0)  |
| International (2)     | WTA 250 (4)  |

| N. | Data              | Torneo                          | Superficie  | Compagna                  | Avversarie in finale                 | Punteggio           |
| 1. | 27 luglio 2013    | Baku Cup, Baku                  | Cemento     | Eléni Daniilídou          | Iryna Burjačok Oksana Kalašnikova    | 6–4, 6(3)–7, [4–10] |
| 2. | 11 giugno 2016    | Rosmalen Open, 's-Hertogenbosch | Erba        | Xenia Knoll               | Oksana Kalašnikova Jaroslava Švedova | 1–6, 1–6            |
| 3. | 19 settembre 2021 | Slovenia Open, Portorose        | Cemento     | Lesley Pattinama Kerkhove | Anna Kalinskaja Tereza Mihalíková    | 6–4, 2–6, [10–12]   |
| 4. | 31 ottobre 2021   | Transylvania Open, Cluj-Napoca  | Cemento (i) | Lesley Pattinama Kerkhove | Irina Maria Bara Ekaterine Gorgodze  | 6–4, 1–6, [9–11]    |
| 5. | 27 agosto 2022    | Tennis in the Land, Cleveland   | Cemento     | Anna Danilina             | Nicole Melichar-Martinez Ellen Perez | 5–7, 3–6            |
| 6. | 5 gennaio 2025    | ASB Classic, Auckland           | Cemento     | Sabrina Santamaria        | Jiang Xinyu Wu Fang-hsien            | 4–6, 3–6            |
| 7. | 8 giugno 2025     | Open di Francia, Parigi         | Terra rossa | Anna Danilina             | Sara Errani Jasmine Paolini          | 4–6, 6–2, 1–6       |

## Circuito WTA 125

### Singolare

#### Vittorie (1)
| N. | Data           | Torneo        | Superficie  | Avversaria in finale | Punteggio     |
| 1. | 11 giugno 2017 | Bol Open, Bol | Terra rossa | Alexandra Cadanțu    | 6–3, 3–0 rit. |

### Doppio

#### Sconfitte (1)
| N. | Data          | Torneo                  | Superficie  | Compagna       | Avversarie in finale        | Punteggio        |
| 1. | 5 giugno 2022 | Makarska Open, Makarska | Terra rossa | Olga Danilović | Dalila Jakupovič Tena Lukas | 7–5, 2–6, [5–10] |

## Statistiche ITF

### Singolare

#### Vittorie (9)
| Torneo $100.000 (0) |
| Torneo $80.000 (0)  |
| Torneo $75.000 (0)  |
| Torneo $60.000 (0)  |
| Torneo $50.000 (3)  |
| Torneo $40.000 (0)  |
| Torneo $25.000 (3)  |
| Torneo $15.000 (0)  |
| Torneo $10.000 (3)  |

| N. | Data             | Torneo                                                      | Superficie  | Avversaria in finale | Punteggio        |
| 1. | 5 luglio 2008    | ITF Women's Circuit Prokuplje, Prokuplje                    | Terra rossa | Tanya Germanlieva    | 6–4, 6–1         |
| 2. | 29 agosto 2009   | Velenje Open, Velenje                                       | Terra rossa | Nika Ožegović        | 6–3, 6–1         |
| 3. | 18 ottobre 2009  | Babin Kuk Open, Ragusa                                      | Terra rossa | Karin Morgošová      | 6–0, 6–3         |
| 4. | 10 gennaio 2010  | Blossom Cup, Quanzhou                                       | Cemento     | Zhou Yimiao          | 6–3, 7–5         |
| 5. | 23 maggio 2010   | Summer Cup, Mosca                                           | Terra rossa | Natal'ja Rjžonkova   | 6–4, 4–6, 6–2    |
| 6. | 24 giugno 2012   | Lenzerheide Open, Lenzerheide                               | Terra rossa | Chiara Scholl        | 6–3, 6–3         |
| 7. | 10 marzo 2013    | Women's ITF Irapuato Club de Golf Santa Margarita, Irapuato | Terra rossa | Ol'ha Savčuk         | 7–6(4), 6–4      |
| 8. | 7 settembre 2013 | Trabzon Cup, Trebisonda                                     | Cemento     | Stéphanie Foretz     | 1-6, 6–4, 6–3    |
| 9. | 20 dicembre 2014 | Ankara Cup, Ankara                                          | Cemento (i) | Akgul Amanmuradova   | 3–6, 6–2, 7–6(6) |

#### Sconfitte (4)
| Torneo $100.000 (1) |
| Torneo $80.000 (0)  |
| Torneo $75.000 (0)  |
| Torneo $60.000 (1)  |
| Torneo $50.000 (0)  |
| Torneo $40.000 (0)  |
| Torneo $25.000 (1)  |
| Torneo $15.000 (0)  |
| Torneo $10.000 (1)  |

| N. | Data           | Torneo                                                       | Superficie  | Avversaria in finale | Punteggio   |
| 1. | 12 luglio 2008 | ITF Women's Circuit Prokuplje, Prokuplje                     | Terra rossa | Dalia Zafirova       | 3–6, 6(3)–7 |
| 2. | 19 maggio 2012 | Internazionali Femminili di Tennis Città di Caserta, Caserta | Terra rossa | Bianca Botto         | 1–6, 0–6    |
| 3. | 18 giugno 2017 | Manchester Trophy, Manchester                                | Erba        | Zarina Dijas         | 4–6, 4–6    |
| 4. | 20 giugno 2021 | Macha Lake Open, Staré Splavy                                | Terra rossa | Zheng Qinwen         | 6(5)–7, 3–6 |

### Doppio

#### Vittorie (8)
| Torneo $100.000 (2) |
| Torneo $80.000 (0)  |
| Torneo $75.000 (0)  |
| Torneo $60.000 (0)  |
| Torneo $50.000 (2)  |
| Torneo $40.000 (0)  |
| Torneo $25.000 (3)  |
| Torneo $15.000 (0)  |
| Torneo $10.000 (1)  |

| N. | Data              | Torneo                                   | Superficie  | Compagna           | Avversarie in finale                  | Punteggio        |
| 1. | 11 luglio 2009    | ITF Women's Circuit Prokuplje, Prokuplje | Terra rossa | Ema Polić          | Aleksandra Josifoska Cristina Stancu  | 6–2, 7–6(3)      |
| 2. | 23 giugno 2012    | Lenzerheide Open, Lenzerheide            | Terra rossa | Ana Vrljić         | Ksenija Lykina Isabella Šinikova      | 6–2, 6–4         |
| 3. | 26 aprile 2013    | ITF Womens Tennis Club de Tunis, Tunisi  | Terra rossa | Katarzyna Piter    | Réka Luca Jani Eugenija Paškova       | 6–2, 3–6, [10–8] |
| 4. | 10 agosto 2013    | ITF Women's Circuit Izmir, Smirne        | Cemento     | Katarzyna Piter    | Kristi Boxx Abigail Guthrie           | 6–2, 6–2         |
| 5. | 13 settembre 2013 | Trabzon Cup, Trebisonda                  | Cemento     | Oksana Kalašnikova | Ani Amiraghyan Dalila Jakupovič       | 6–2, 6–1         |
| 6. | 26 luglio 2014    | Powiat Poznański Open, Sobota            | Terra rossa | Barbora Krejčíková | Anastasyja Vasyl'eva Maryna Zanevs'ka | 3–6, 6–0, [10–6] |
| 7. | 15 febbraio 2020  | Zed Tennis Open, Il Cairo                | Cemento     | Katarzyna Piter    | Arantxa Rus Mayar Sherif              | 6–4, 6–2         |
| 8. | 7 giugno 2024     | Lexus Surbiton Trophy, Surbiton          | Erba        | Emina Bektas       | Sarah Beth Grey Tara Moore            | 6–1, 6–1         |

#### Sconfitte (12)
| Torneo $100.000 (5) |
| Torneo $80.000 (0)  |
| Torneo $75.000 (0)  |
| Torneo $60.000 (0)  |
| Torneo $50.000 (3)  |
| Torneo $40.000 (0)  |
| Torneo $25.000 (4)  |
| Torneo $15.000 (0)  |
| Torneo $10.000 (0)  |

| N.  | Data             | Torneo                                                          | Superficie    | Compagna           | Avversarie in finale                    | Punteggio               |
| 1.  | 22 maggio 2010   | Summer Cup, Mosca                                               | Terra rossa   | Marina Šamajko     | Anna Arina Marenko Ekaterina Jako'lëva  | 2–6, 2–6                |
| 2.  | 18 maggio 2012   | Internazionali Femminili di Tennis Città di Caserta, Caserta    | Terra rossa   | Viktorija Golubic  | Katarzyna Piter Romana Tabak            | 2–6, 4–6                |
| 3.  | 9 marzo 2013     | Women's ITF Irapuato Club de Golf Santa Margarita, Irapuato     | Cemento       | Amra Sadiković     | Alla Kudrjavceva Ol'ha Savčuk           | 2–6, 4–6                |
| 4.  | 20 dicembre 2013 | Ankara Cup, Ankara                                              | Cemento (i)   | Eléni Daniilídou   | Julija Bejhel'zymer Çağla Büyükakçay    | 3–6, 3–6                |
| 5.  | 22 febbraio 2014 | ITF Women's Circuit Thurgau, Kreuzlingen                        | Sintetico (i) | Amra Sadiković     | Eva Birnerová Michaëlla Krajicek        | 1–6, 6–4, [6–10]        |
| 6.  | 25 aprile 2014   | Lale Cup, Istanbul                                              | Cemento       | Michaëlla Krajicek | Petra Krejsová Tereza Smitková          | 6–1, 6(2)–7, [9–11]     |
| 7.  | 20 luglio 2014   | ITS Cup, Olomouc                                                | Terra rossa   | Barbora Krejčíková | Petra Cetkovská Renata Voráčová         | 2–6, 6–4, [7–10]        |
| 8.  | 9 maggio 2015    | Empire Trnava Cup, Trnava                                       | Terra rossa   | Petra Martić       | Julija Bejhel'zymer Margarita Gasparjan | 3–6, 2–6                |
| 9.  | 8 maggio 2016    | Open GDF SUEZ de Cagnes-sur-Mer Alpes-Maritimes, Cagnes-sur-Mer | Terra rossa   | Xenia Knoll        | Andreea Mitu Demi Schuurs               | 4–6, 5–7                |
| 10. | 15 luglio 2017   | Sport11 Ladies Open, Budapest                                   | Terra rossa   | Nina Stojanović    | Mariana Duque Mariño María Irigoyen     | 6(3)–7, 5–7             |
| 11. | 28 aprile 2024   | Ando Securities Open, Tokyo                                     | Cemento       | Arina Rodionova    | Kimberly Birrell Jang Su-jeong          | 5–7, 6–3, [8–10]        |
| 12. | 26 aprile 2025   | Oeiras CETO Open, Oeiras                                        | Terra rossa   | Sabrina Santamaria | Francisca Jorge Matilde Jorge           | 7–6(7), 1–6, [0–1] rit. |

## Grand Slam Junior

### Doppio

#### Sconfitte (1)
| Tornei del Grande Slam  |
| ----------------------- |
| Australian Open (1)     |
| Open di Francia (0)     |
| Torneo di Wimbledon (0) |
| US Open (0)             |

| N. | Data            | Torneo                     | Superficie | Compagna         | Avversarie in finale              | Punteggio        |
| 1. | 31 gennaio 2009 | Australian Open, Melbourne | Cemento    | Sandra Zaniewska | Christina McHale Ajla Tomljanović | 1–6, 6–2, [4–10] |

## Risultati in progressione
| Sigla | Risultato               |
| ----- | ----------------------- |
| V     | Vincitore               |
| F     | Finalista               |
| SF    | Semifinalista           |
| O     | Oro olimpico            |
| A     | Argento olimpico        |
| SF    | Bronzo olimpico         |
| QF    | Quarti di Finale        |
| 4T    | Quarto turno            |
| 3T    | Terzo turno             |
| 2T    | Secondo turno           |
| 1T    | Primo turno             |
| RR    | Round Robin             |
| LQ    | Turno di qualificazione |
| A     | Assente                 |
| ND    | Non disputato           |

| Legenda superfici    |
| -------------------- |
| Cemento              |
| Terra battuta        |
| Erba                 |
| Superficie variabile |

### Singolare
| Tornei del Grande Slam |     |     |     |     |     |     |     |     |     |     |     |       |
| Australian Open        | Q1  | Q1  | 1T  | 1T  | Q2  | 1T  | 2T  | Q1  | Q3  | Q2  | A   | 1-4   |
| Open di Francia        | Q2  | Q2  | 1T  | Q1  | Q3  | 1T  | 2T  | A   | 1T  | 2T  | A   | 2-5   |
| Wimbledon              | A   | Q1  | 3T  | 1T  | Q3  | 1T  | 1T  | ND  | Q2  | 1T  | Q1  | 2-5   |
| US Open                | 1T  | 4T  | 1T  | 1T  | 3T  | 3T  | 1T  | A   | A   | 3T  | A   | 9-8   |
| Totale                 | 0-1 | 3-1 | 2-4 | 0-3 | 2-1 | 2-4 | 2-4 | 0-0 | 0-1 | 3-3 | 0-0 | 14-22 |

## Vittorie contro giocatrici Top 10
| Stagione | 2014 | 2015 | 2016 | 2017 | 2018 | 2019 | 2020 | 2021 | 2022 | 2023 | 2024 | Totale |
| Vittorie | 1    | 0    | 0    | 1    | 2    | 0    | 0    | 0    | 0    | 0    | 1    | 5      |

| #    | Giocatrice       | Ranking | Evento                           | Superficie | Turno | Punteggio             | Rank. AKR |
| ---- | ---------------- | ------- | -------------------------------- | ---------- | ----- | --------------------- | --------- |
| 2014 |                  |         |                                  |            |       |                       |           |
| 1.   | Petra Kvitová    | 4       | US Open, New York                | Cemento    | 3T    | 6–4, 6–4              | 145       |
| 2017 |                  |         |                                  |            |       |                       |           |
| 2.   | Johanna Konta    | 7       | US Open, New York                | Cemento    | 1T    | 4–6, 6–3, 6–4         | 78        |
| 2018 |                  |         |                                  |            |       |                       |           |
| 3.   | Garbiñe Muguruza | 2       | Brisbane International, Brisbane | Cemento    | 2T    | 5–7, 7–6(3), 1–2 rit. | 53        |
| 4.   | Elina Svitolina  | 5       | China Open, Pechino              | Cemento    | 1T    | 0–6, 6–4, 7–6(4)      | 62        |
| 2024 |                  |         |                                  |            |       |                       |           |
| 5.   | Jessica Pegula   | 5       | Rosmalen Open, Rosmalen          | Erba       | 2T    | 7–6(3), 6(3)–7, 6–4   | 400       |